# Цнянское водохранилище
Цнянское водохранилище — наливное водохранилище, расположенное на севере Минска около бывшей деревни Цна-Йодково, головное сооружение Слепянской водной системы, входящей в состав Вилейско-Минской водной системы.

## Расположение
Находится в северной части Минска, в столичном микрорайоне «Зеленый Луг», около бывшей деревни Цна-Йодково.

## История
Построено в 1982 году.
Первоначально предназначалось для хозяйственно-питьевого и технического водообеспечения города.
Около водохранилища создана зона отдыха и расположен посёлок Цна.

## Характеристика
Питается из водохранилища Дрозды.
Котловина — натуральная впадина.
Площадь — 0,87 км², длина — 1,5 км, наибольшая ширина — 1,4 км, наибольшая глубина — 7,5 м, средняя — 2,4 м.
Существует ответвление (канал) в сторону жилого района.